# Feliz Navidad
Feliz Navidad (Spaans voor "prettige kerstdagen") is een lied van de Puerto Ricaanse zanger José Feliciano. Het werd voor het eerst uitgebracht in 1970. Het is een Kerstlied, deels gezongen in Spaans en deels gezongen in Engels.

## Het ontstaan  van het nummer
Feliciano zei dat hij het nummer opnam toen hij heimwee kreeg met Kerst, zijn familie in New York miste en zijn uitgebreide familie verder weg was, terwijl hij in een studio in Los Angeles zat. Hij herinnerde zich dat hij kerstavond vierde met zijn broers, traditionele Puerto Ricaanse gerechten at, rum dronk, en ging toen kerstliederen zingen. In de woorden van Feliciano: "Het was het uiten van de vreugde die ik voelde met Kerstmis en het feit dat ik me erg eenzaam voelde. Ik miste mijn familie, ik miste de kerstliederen met hen. Ik miste het hele kerstgebeuren".

## Hitnoteringen

### NederlandseSingle Top 100
| Hitnotering (week 1): 28-12-2013 Hitnotering (week 2): 27-12-2014 Hitnotering (week 3 t/m 5): 19-12-2015 t/m 02-01-2016 Hitnotering (week 6 t/m 8): 17-12-2016 t/m 31-12-2016 Hitnotering (week 9): 16-12-2017 Hitnotering (week 10): 30-12-2017 Hitnotering (week 11 t/m 13): 15-12-2018 t/m 29-12-2018 Hitnotering (week 14 t/m 16): 14-12-2019 t/m 28-12-2019 Hitnotering (week 17 t/m 21): 05-12-2020 t/m 02-01-2021 Hitnotering (week 22 t/m 26): 04-12-2021 t/m 01-01-2022 Hitnotering (week 27 t/m 31): 03-12-2022 t/m 31-12-2022 Hitnotering (week 32 t/m 36): 02-12-2023 t/m 30-12-2023 | Hitnotering (week 1): 28-12-2013 Hitnotering (week 2): 27-12-2014 Hitnotering (week 3 t/m 5): 19-12-2015 t/m 02-01-2016 Hitnotering (week 6 t/m 8): 17-12-2016 t/m 31-12-2016 Hitnotering (week 9): 16-12-2017 Hitnotering (week 10): 30-12-2017 Hitnotering (week 11 t/m 13): 15-12-2018 t/m 29-12-2018 Hitnotering (week 14 t/m 16): 14-12-2019 t/m 28-12-2019 Hitnotering (week 17 t/m 21): 05-12-2020 t/m 02-01-2021 Hitnotering (week 22 t/m 26): 04-12-2021 t/m 01-01-2022 Hitnotering (week 27 t/m 31): 03-12-2022 t/m 31-12-2022 Hitnotering (week 32 t/m 36): 02-12-2023 t/m 30-12-2023 | Hitnotering (week 1): 28-12-2013 Hitnotering (week 2): 27-12-2014 Hitnotering (week 3 t/m 5): 19-12-2015 t/m 02-01-2016 Hitnotering (week 6 t/m 8): 17-12-2016 t/m 31-12-2016 Hitnotering (week 9): 16-12-2017 Hitnotering (week 10): 30-12-2017 Hitnotering (week 11 t/m 13): 15-12-2018 t/m 29-12-2018 Hitnotering (week 14 t/m 16): 14-12-2019 t/m 28-12-2019 Hitnotering (week 17 t/m 21): 05-12-2020 t/m 02-01-2021 Hitnotering (week 22 t/m 26): 04-12-2021 t/m 01-01-2022 Hitnotering (week 27 t/m 31): 03-12-2022 t/m 31-12-2022 Hitnotering (week 32 t/m 36): 02-12-2023 t/m 30-12-2023 | Hitnotering (week 1): 28-12-2013 Hitnotering (week 2): 27-12-2014 Hitnotering (week 3 t/m 5): 19-12-2015 t/m 02-01-2016 Hitnotering (week 6 t/m 8): 17-12-2016 t/m 31-12-2016 Hitnotering (week 9): 16-12-2017 Hitnotering (week 10): 30-12-2017 Hitnotering (week 11 t/m 13): 15-12-2018 t/m 29-12-2018 Hitnotering (week 14 t/m 16): 14-12-2019 t/m 28-12-2019 Hitnotering (week 17 t/m 21): 05-12-2020 t/m 02-01-2021 Hitnotering (week 22 t/m 26): 04-12-2021 t/m 01-01-2022 Hitnotering (week 27 t/m 31): 03-12-2022 t/m 31-12-2022 Hitnotering (week 32 t/m 36): 02-12-2023 t/m 30-12-2023 | Hitnotering (week 1): 28-12-2013 Hitnotering (week 2): 27-12-2014 Hitnotering (week 3 t/m 5): 19-12-2015 t/m 02-01-2016 Hitnotering (week 6 t/m 8): 17-12-2016 t/m 31-12-2016 Hitnotering (week 9): 16-12-2017 Hitnotering (week 10): 30-12-2017 Hitnotering (week 11 t/m 13): 15-12-2018 t/m 29-12-2018 Hitnotering (week 14 t/m 16): 14-12-2019 t/m 28-12-2019 Hitnotering (week 17 t/m 21): 05-12-2020 t/m 02-01-2021 Hitnotering (week 22 t/m 26): 04-12-2021 t/m 01-01-2022 Hitnotering (week 27 t/m 31): 03-12-2022 t/m 31-12-2022 Hitnotering (week 32 t/m 36): 02-12-2023 t/m 30-12-2023 | Hitnotering (week 1): 28-12-2013 Hitnotering (week 2): 27-12-2014 Hitnotering (week 3 t/m 5): 19-12-2015 t/m 02-01-2016 Hitnotering (week 6 t/m 8): 17-12-2016 t/m 31-12-2016 Hitnotering (week 9): 16-12-2017 Hitnotering (week 10): 30-12-2017 Hitnotering (week 11 t/m 13): 15-12-2018 t/m 29-12-2018 Hitnotering (week 14 t/m 16): 14-12-2019 t/m 28-12-2019 Hitnotering (week 17 t/m 21): 05-12-2020 t/m 02-01-2021 Hitnotering (week 22 t/m 26): 04-12-2021 t/m 01-01-2022 Hitnotering (week 27 t/m 31): 03-12-2022 t/m 31-12-2022 Hitnotering (week 32 t/m 36): 02-12-2023 t/m 30-12-2023 | Hitnotering (week 1): 28-12-2013 Hitnotering (week 2): 27-12-2014 Hitnotering (week 3 t/m 5): 19-12-2015 t/m 02-01-2016 Hitnotering (week 6 t/m 8): 17-12-2016 t/m 31-12-2016 Hitnotering (week 9): 16-12-2017 Hitnotering (week 10): 30-12-2017 Hitnotering (week 11 t/m 13): 15-12-2018 t/m 29-12-2018 Hitnotering (week 14 t/m 16): 14-12-2019 t/m 28-12-2019 Hitnotering (week 17 t/m 21): 05-12-2020 t/m 02-01-2021 Hitnotering (week 22 t/m 26): 04-12-2021 t/m 01-01-2022 Hitnotering (week 27 t/m 31): 03-12-2022 t/m 31-12-2022 Hitnotering (week 32 t/m 36): 02-12-2023 t/m 30-12-2023 | Hitnotering (week 1): 28-12-2013 Hitnotering (week 2): 27-12-2014 Hitnotering (week 3 t/m 5): 19-12-2015 t/m 02-01-2016 Hitnotering (week 6 t/m 8): 17-12-2016 t/m 31-12-2016 Hitnotering (week 9): 16-12-2017 Hitnotering (week 10): 30-12-2017 Hitnotering (week 11 t/m 13): 15-12-2018 t/m 29-12-2018 Hitnotering (week 14 t/m 16): 14-12-2019 t/m 28-12-2019 Hitnotering (week 17 t/m 21): 05-12-2020 t/m 02-01-2021 Hitnotering (week 22 t/m 26): 04-12-2021 t/m 01-01-2022 Hitnotering (week 27 t/m 31): 03-12-2022 t/m 31-12-2022 Hitnotering (week 32 t/m 36): 02-12-2023 t/m 30-12-2023 | Hitnotering (week 1): 28-12-2013 Hitnotering (week 2): 27-12-2014 Hitnotering (week 3 t/m 5): 19-12-2015 t/m 02-01-2016 Hitnotering (week 6 t/m 8): 17-12-2016 t/m 31-12-2016 Hitnotering (week 9): 16-12-2017 Hitnotering (week 10): 30-12-2017 Hitnotering (week 11 t/m 13): 15-12-2018 t/m 29-12-2018 Hitnotering (week 14 t/m 16): 14-12-2019 t/m 28-12-2019 Hitnotering (week 17 t/m 21): 05-12-2020 t/m 02-01-2021 Hitnotering (week 22 t/m 26): 04-12-2021 t/m 01-01-2022 Hitnotering (week 27 t/m 31): 03-12-2022 t/m 31-12-2022 Hitnotering (week 32 t/m 36): 02-12-2023 t/m 30-12-2023 | Hitnotering (week 1): 28-12-2013 Hitnotering (week 2): 27-12-2014 Hitnotering (week 3 t/m 5): 19-12-2015 t/m 02-01-2016 Hitnotering (week 6 t/m 8): 17-12-2016 t/m 31-12-2016 Hitnotering (week 9): 16-12-2017 Hitnotering (week 10): 30-12-2017 Hitnotering (week 11 t/m 13): 15-12-2018 t/m 29-12-2018 Hitnotering (week 14 t/m 16): 14-12-2019 t/m 28-12-2019 Hitnotering (week 17 t/m 21): 05-12-2020 t/m 02-01-2021 Hitnotering (week 22 t/m 26): 04-12-2021 t/m 01-01-2022 Hitnotering (week 27 t/m 31): 03-12-2022 t/m 31-12-2022 Hitnotering (week 32 t/m 36): 02-12-2023 t/m 30-12-2023 | Hitnotering (week 1): 28-12-2013 Hitnotering (week 2): 27-12-2014 Hitnotering (week 3 t/m 5): 19-12-2015 t/m 02-01-2016 Hitnotering (week 6 t/m 8): 17-12-2016 t/m 31-12-2016 Hitnotering (week 9): 16-12-2017 Hitnotering (week 10): 30-12-2017 Hitnotering (week 11 t/m 13): 15-12-2018 t/m 29-12-2018 Hitnotering (week 14 t/m 16): 14-12-2019 t/m 28-12-2019 Hitnotering (week 17 t/m 21): 05-12-2020 t/m 02-01-2021 Hitnotering (week 22 t/m 26): 04-12-2021 t/m 01-01-2022 Hitnotering (week 27 t/m 31): 03-12-2022 t/m 31-12-2022 Hitnotering (week 32 t/m 36): 02-12-2023 t/m 30-12-2023 | Hitnotering (week 1): 28-12-2013 Hitnotering (week 2): 27-12-2014 Hitnotering (week 3 t/m 5): 19-12-2015 t/m 02-01-2016 Hitnotering (week 6 t/m 8): 17-12-2016 t/m 31-12-2016 Hitnotering (week 9): 16-12-2017 Hitnotering (week 10): 30-12-2017 Hitnotering (week 11 t/m 13): 15-12-2018 t/m 29-12-2018 Hitnotering (week 14 t/m 16): 14-12-2019 t/m 28-12-2019 Hitnotering (week 17 t/m 21): 05-12-2020 t/m 02-01-2021 Hitnotering (week 22 t/m 26): 04-12-2021 t/m 01-01-2022 Hitnotering (week 27 t/m 31): 03-12-2022 t/m 31-12-2022 Hitnotering (week 32 t/m 36): 02-12-2023 t/m 30-12-2023 | Hitnotering (week 1): 28-12-2013 Hitnotering (week 2): 27-12-2014 Hitnotering (week 3 t/m 5): 19-12-2015 t/m 02-01-2016 Hitnotering (week 6 t/m 8): 17-12-2016 t/m 31-12-2016 Hitnotering (week 9): 16-12-2017 Hitnotering (week 10): 30-12-2017 Hitnotering (week 11 t/m 13): 15-12-2018 t/m 29-12-2018 Hitnotering (week 14 t/m 16): 14-12-2019 t/m 28-12-2019 Hitnotering (week 17 t/m 21): 05-12-2020 t/m 02-01-2021 Hitnotering (week 22 t/m 26): 04-12-2021 t/m 01-01-2022 Hitnotering (week 27 t/m 31): 03-12-2022 t/m 31-12-2022 Hitnotering (week 32 t/m 36): 02-12-2023 t/m 30-12-2023 | Hitnotering (week 1): 28-12-2013 Hitnotering (week 2): 27-12-2014 Hitnotering (week 3 t/m 5): 19-12-2015 t/m 02-01-2016 Hitnotering (week 6 t/m 8): 17-12-2016 t/m 31-12-2016 Hitnotering (week 9): 16-12-2017 Hitnotering (week 10): 30-12-2017 Hitnotering (week 11 t/m 13): 15-12-2018 t/m 29-12-2018 Hitnotering (week 14 t/m 16): 14-12-2019 t/m 28-12-2019 Hitnotering (week 17 t/m 21): 05-12-2020 t/m 02-01-2021 Hitnotering (week 22 t/m 26): 04-12-2021 t/m 01-01-2022 Hitnotering (week 27 t/m 31): 03-12-2022 t/m 31-12-2022 Hitnotering (week 32 t/m 36): 02-12-2023 t/m 30-12-2023 | Hitnotering (week 1): 28-12-2013 Hitnotering (week 2): 27-12-2014 Hitnotering (week 3 t/m 5): 19-12-2015 t/m 02-01-2016 Hitnotering (week 6 t/m 8): 17-12-2016 t/m 31-12-2016 Hitnotering (week 9): 16-12-2017 Hitnotering (week 10): 30-12-2017 Hitnotering (week 11 t/m 13): 15-12-2018 t/m 29-12-2018 Hitnotering (week 14 t/m 16): 14-12-2019 t/m 28-12-2019 Hitnotering (week 17 t/m 21): 05-12-2020 t/m 02-01-2021 Hitnotering (week 22 t/m 26): 04-12-2021 t/m 01-01-2022 Hitnotering (week 27 t/m 31): 03-12-2022 t/m 31-12-2022 Hitnotering (week 32 t/m 36): 02-12-2023 t/m 30-12-2023 | Hitnotering (week 1): 28-12-2013 Hitnotering (week 2): 27-12-2014 Hitnotering (week 3 t/m 5): 19-12-2015 t/m 02-01-2016 Hitnotering (week 6 t/m 8): 17-12-2016 t/m 31-12-2016 Hitnotering (week 9): 16-12-2017 Hitnotering (week 10): 30-12-2017 Hitnotering (week 11 t/m 13): 15-12-2018 t/m 29-12-2018 Hitnotering (week 14 t/m 16): 14-12-2019 t/m 28-12-2019 Hitnotering (week 17 t/m 21): 05-12-2020 t/m 02-01-2021 Hitnotering (week 22 t/m 26): 04-12-2021 t/m 01-01-2022 Hitnotering (week 27 t/m 31): 03-12-2022 t/m 31-12-2022 Hitnotering (week 32 t/m 36): 02-12-2023 t/m 30-12-2023 | Hitnotering (week 1): 28-12-2013 Hitnotering (week 2): 27-12-2014 Hitnotering (week 3 t/m 5): 19-12-2015 t/m 02-01-2016 Hitnotering (week 6 t/m 8): 17-12-2016 t/m 31-12-2016 Hitnotering (week 9): 16-12-2017 Hitnotering (week 10): 30-12-2017 Hitnotering (week 11 t/m 13): 15-12-2018 t/m 29-12-2018 Hitnotering (week 14 t/m 16): 14-12-2019 t/m 28-12-2019 Hitnotering (week 17 t/m 21): 05-12-2020 t/m 02-01-2021 Hitnotering (week 22 t/m 26): 04-12-2021 t/m 01-01-2022 Hitnotering (week 27 t/m 31): 03-12-2022 t/m 31-12-2022 Hitnotering (week 32 t/m 36): 02-12-2023 t/m 30-12-2023 | Hitnotering (week 1): 28-12-2013 Hitnotering (week 2): 27-12-2014 Hitnotering (week 3 t/m 5): 19-12-2015 t/m 02-01-2016 Hitnotering (week 6 t/m 8): 17-12-2016 t/m 31-12-2016 Hitnotering (week 9): 16-12-2017 Hitnotering (week 10): 30-12-2017 Hitnotering (week 11 t/m 13): 15-12-2018 t/m 29-12-2018 Hitnotering (week 14 t/m 16): 14-12-2019 t/m 28-12-2019 Hitnotering (week 17 t/m 21): 05-12-2020 t/m 02-01-2021 Hitnotering (week 22 t/m 26): 04-12-2021 t/m 01-01-2022 Hitnotering (week 27 t/m 31): 03-12-2022 t/m 31-12-2022 Hitnotering (week 32 t/m 36): 02-12-2023 t/m 30-12-2023 | Hitnotering (week 1): 28-12-2013 Hitnotering (week 2): 27-12-2014 Hitnotering (week 3 t/m 5): 19-12-2015 t/m 02-01-2016 Hitnotering (week 6 t/m 8): 17-12-2016 t/m 31-12-2016 Hitnotering (week 9): 16-12-2017 Hitnotering (week 10): 30-12-2017 Hitnotering (week 11 t/m 13): 15-12-2018 t/m 29-12-2018 Hitnotering (week 14 t/m 16): 14-12-2019 t/m 28-12-2019 Hitnotering (week 17 t/m 21): 05-12-2020 t/m 02-01-2021 Hitnotering (week 22 t/m 26): 04-12-2021 t/m 01-01-2022 Hitnotering (week 27 t/m 31): 03-12-2022 t/m 31-12-2022 Hitnotering (week 32 t/m 36): 02-12-2023 t/m 30-12-2023 | Hitnotering (week 1): 28-12-2013 Hitnotering (week 2): 27-12-2014 Hitnotering (week 3 t/m 5): 19-12-2015 t/m 02-01-2016 Hitnotering (week 6 t/m 8): 17-12-2016 t/m 31-12-2016 Hitnotering (week 9): 16-12-2017 Hitnotering (week 10): 30-12-2017 Hitnotering (week 11 t/m 13): 15-12-2018 t/m 29-12-2018 Hitnotering (week 14 t/m 16): 14-12-2019 t/m 28-12-2019 Hitnotering (week 17 t/m 21): 05-12-2020 t/m 02-01-2021 Hitnotering (week 22 t/m 26): 04-12-2021 t/m 01-01-2022 Hitnotering (week 27 t/m 31): 03-12-2022 t/m 31-12-2022 Hitnotering (week 32 t/m 36): 02-12-2023 t/m 30-12-2023 | Hitnotering (week 1): 28-12-2013 Hitnotering (week 2): 27-12-2014 Hitnotering (week 3 t/m 5): 19-12-2015 t/m 02-01-2016 Hitnotering (week 6 t/m 8): 17-12-2016 t/m 31-12-2016 Hitnotering (week 9): 16-12-2017 Hitnotering (week 10): 30-12-2017 Hitnotering (week 11 t/m 13): 15-12-2018 t/m 29-12-2018 Hitnotering (week 14 t/m 16): 14-12-2019 t/m 28-12-2019 Hitnotering (week 17 t/m 21): 05-12-2020 t/m 02-01-2021 Hitnotering (week 22 t/m 26): 04-12-2021 t/m 01-01-2022 Hitnotering (week 27 t/m 31): 03-12-2022 t/m 31-12-2022 Hitnotering (week 32 t/m 36): 02-12-2023 t/m 30-12-2023 | Hitnotering (week 1): 28-12-2013 Hitnotering (week 2): 27-12-2014 Hitnotering (week 3 t/m 5): 19-12-2015 t/m 02-01-2016 Hitnotering (week 6 t/m 8): 17-12-2016 t/m 31-12-2016 Hitnotering (week 9): 16-12-2017 Hitnotering (week 10): 30-12-2017 Hitnotering (week 11 t/m 13): 15-12-2018 t/m 29-12-2018 Hitnotering (week 14 t/m 16): 14-12-2019 t/m 28-12-2019 Hitnotering (week 17 t/m 21): 05-12-2020 t/m 02-01-2021 Hitnotering (week 22 t/m 26): 04-12-2021 t/m 01-01-2022 Hitnotering (week 27 t/m 31): 03-12-2022 t/m 31-12-2022 Hitnotering (week 32 t/m 36): 02-12-2023 t/m 30-12-2023 | Hitnotering (week 1): 28-12-2013 Hitnotering (week 2): 27-12-2014 Hitnotering (week 3 t/m 5): 19-12-2015 t/m 02-01-2016 Hitnotering (week 6 t/m 8): 17-12-2016 t/m 31-12-2016 Hitnotering (week 9): 16-12-2017 Hitnotering (week 10): 30-12-2017 Hitnotering (week 11 t/m 13): 15-12-2018 t/m 29-12-2018 Hitnotering (week 14 t/m 16): 14-12-2019 t/m 28-12-2019 Hitnotering (week 17 t/m 21): 05-12-2020 t/m 02-01-2021 Hitnotering (week 22 t/m 26): 04-12-2021 t/m 01-01-2022 Hitnotering (week 27 t/m 31): 03-12-2022 t/m 31-12-2022 Hitnotering (week 32 t/m 36): 02-12-2023 t/m 30-12-2023 | Hitnotering (week 1): 28-12-2013 Hitnotering (week 2): 27-12-2014 Hitnotering (week 3 t/m 5): 19-12-2015 t/m 02-01-2016 Hitnotering (week 6 t/m 8): 17-12-2016 t/m 31-12-2016 Hitnotering (week 9): 16-12-2017 Hitnotering (week 10): 30-12-2017 Hitnotering (week 11 t/m 13): 15-12-2018 t/m 29-12-2018 Hitnotering (week 14 t/m 16): 14-12-2019 t/m 28-12-2019 Hitnotering (week 17 t/m 21): 05-12-2020 t/m 02-01-2021 Hitnotering (week 22 t/m 26): 04-12-2021 t/m 01-01-2022 Hitnotering (week 27 t/m 31): 03-12-2022 t/m 31-12-2022 Hitnotering (week 32 t/m 36): 02-12-2023 t/m 30-12-2023 | Hitnotering (week 1): 28-12-2013 Hitnotering (week 2): 27-12-2014 Hitnotering (week 3 t/m 5): 19-12-2015 t/m 02-01-2016 Hitnotering (week 6 t/m 8): 17-12-2016 t/m 31-12-2016 Hitnotering (week 9): 16-12-2017 Hitnotering (week 10): 30-12-2017 Hitnotering (week 11 t/m 13): 15-12-2018 t/m 29-12-2018 Hitnotering (week 14 t/m 16): 14-12-2019 t/m 28-12-2019 Hitnotering (week 17 t/m 21): 05-12-2020 t/m 02-01-2021 Hitnotering (week 22 t/m 26): 04-12-2021 t/m 01-01-2022 Hitnotering (week 27 t/m 31): 03-12-2022 t/m 31-12-2022 Hitnotering (week 32 t/m 36): 02-12-2023 t/m 30-12-2023 |
| Week: | 1 | | 2 | | 3 | 4 | 5 | | 6 | 7 | 8 | | 9 | | 10 | | 11 | 12 | 13 | | 14 | 15 | 16 | |
| --- | --- | --- | --- | --- | --- | --- | --- | --- | --- | --- | --- | --- | --- | --- | --- | --- | --- | --- | --- | --- | --- | --- | --- | --- |
| Positie: | 65 | uit | 89 | uit | 88 | 63 | 44 | uit | 77 | 68 | 30 | uit | 97 | uit | 50 | uit | 81 | 62 | 29 | uit | 65 | 54 | 16 | uit |
| Week: | 17 | 18 | 19 | 20 | 21 | | 22 | 23 | 24 | 25 | 26 | | 27 | 28 | 29 | 30 | 31 | | 32 | 33 | 34 | 35 | 36 | |
| Positie: | 93 | 47 | 26 | 20 | 12 | uit | 91 | 44 | 28 | 22 | 10 | uit | 69 | 29 | 13 | 11 | 7 | uit | 70 | 23 | 13 | 11 | 8 | uit |

### VlaamseUltratop 50
| Hitnotering (week 1): 31-12-2022 Hitnotering (week 2): 30-12-2023 | Hitnotering (week 1): 31-12-2022 Hitnotering (week 2): 30-12-2023 | Hitnotering (week 1): 31-12-2022 Hitnotering (week 2): 30-12-2023 | Hitnotering (week 1): 31-12-2022 Hitnotering (week 2): 30-12-2023 | Hitnotering (week 1): 31-12-2022 Hitnotering (week 2): 30-12-2023 |
| Week:                                                             | 1                                                                 |                                                                   | 2                                                                 |                                                                   |
| ----------------------------------------------------------------- | ----------------------------------------------------------------- | ----------------------------------------------------------------- | ----------------------------------------------------------------- | ----------------------------------------------------------------- |
| Positie:                                                          | 19                                                                | uit                                                               | 9                                                                 | uit                                                               |